# Купа на Съветската армия 1983/84
Тази страница представя турнира за Купата на Съветската армия, проведен през сезон 1983/84 година. Победителят получава право на участие в турнира за Купата на УЕФА за следващия сезон.

## Предварителни кръгове
Липсват резултатите от предишните кръгове на турнира.

## 1/4 финали
| Левски-Спартак (София) | 6:3              | ЖСК-Спартак (Варна)              |
| Лудогорец (Разград)    | 0:0, с дузпи 4:3 | Ботев (Враца)                    |
| Доростол (Силистра)    | 2:1              | Славия (София)                   |
| Академик (Свищов)      | 1:4              | ЦСКА Септемврийско знаме (София) |

## Полуфинали
В София:
| ЦСКА Септемврийско знаме (София) | 0:1 | Левски-Спартак (София) |

Във Варна:
| Доростол (Силистра) | 0:0, с дузпи 5:4 | Лудогорец (Разград) |

## Финал
| 9 май 1984, Национален стадион „Васил Левски“, гр. София, 25 000 зрители |     |                     |
|                                                                          |     |                     |
| Левски-Спартак (София)                                                   | 4:0 | Доростол (Силистра) |

Голмайстори:
- 1:0 Божидар Искренов (ЛС) (15);
- 2:0 Георги Цветков (ЛС) (22);
- 3:0 Йорданов (Дор) (26 – автогол);
- 4:0 Михаил Вълчев (ЛС) (84).